# Ty krávo!
Ty krávo! (v originále Vingt Dieux) je francouzský dramatický film z roku 2024, který režírovala Louise Courvoisier. Film měl světovou premiéru na filmovém festivalu v Cannes dne 17. května 2024 v sekci Un certain regard.

## Děj
Anthony přezdívaný Totone je mladík z Jury, který žije se svým ovdovělým otcem a 7letou sestrou, a jehož život osciluje mezi občasnými brigádami, zemědělskými veletrhy, plesy, závody dodávek, popíjením piva, rvačkami a randěním. Smrt jeho otce mu však dosavadní život převrátí na ruby a rozhodne se k účasti na zemědělské soutěži o nejlepší sýr comté.

## Obsazení
| Clément Faveau        | Totone     |
| Maïwène Barthelemy    | Marie-Lise |
| Luna Garret           | Claire     |
| Mathis Bernard        | Jean-Yves  |
| Hervé Parent          | André      |
| Dimitry Baudry        | Francis    |
| Armand Sancey Richard | Cyril      |
| Lucas Marillier       | Pierrick   |
| Isabelle Courajeot    | Nadine     |

## Ocenění
- Filmový festival v Cannes: Cena pro mládež
- Festival frankofonních filmů v Angoulême: ceny Valois de diamant a Valois des étudiants
- Cena Jean-Vigo
- Lumières: nejlepší filmový debut (Louise Courvoisier), nejslibnější herec (Clément Faveau)
- César: nejlepší filmový debut (Louise Courvoisier), nejslibnější herečka (Maïwène Barthelemy); nominace v kategoriích nejlepší původní scénář (Louise Courvoisier a Théo Abadie), nejlepší filmová hudba (Charlie Courvoisier a Linda Courvoisier)